# Geboortenaam
De geboortenaam is de achternaam die een persoon bij de geboorte heeft gekregen. Voor de aanduiding van de geboortenaam van vrouwen wordt ook de term meisjesnaam gebruikt.
Sommige mensen nemen na een huwelijk of geregistreerd partnerschap de achternaam van de nieuwe partner aan, de huwelijks- of familienaam. In sommige landen wordt een combinatie van de geboortenamen van beide partners gebruikt om een nieuwe familienaam te vormen.

## Achtergrond
De term geboortenaam is bedoeld als sekseneutraal alternatief voor meisjesnaam. Volgens het Algemeen Nederlands Woordenboek is het woord een neologisme.
Het woord werd rond 2008 aangeraden door taaladviseurs van de Taalunie op verzoek van een Nederlandse ambtenaar, omdat 'meisjesnaam' onder andere door de invoering van het homohuwelijk problematisch kon zijn. Het woord bestond nog niet officieel, maar werd informeel soms al wel gebruikt.

## Situatie in Nederland
In Nederland verandert de achternaam van een persoon niet bij het afsluiten van een huwelijk of geregistreerd partnerschap. Beide partners houden hun eigen geboortenaam.
Het was in Nederland gebruikelijk dat vrouwen de achternaam van hun echtgenoot vóór hun eigen naam zetten. Veel mensen dachten dat dit verplicht was; het werd als een dwingend voorschrift ervaren in het maatschappelijk verkeer. De gewoonte werd in de jaren 1950 vastgelegd als een recht van een gehuwde vrouw. De gewoonte werd echter zo ver doorgevoerd, dat gehuwde vrouwen door overheidsinstanties automatisch met de achternaam van hun echtgenoot werden aangeschreven. Instanties zoals gemeenten, belastingdienst en verzekeringen registreerden gehuwde vrouwen automatisch onder de achternaam van hun echtgenoot. In de jaren 1980 konden gehuwde vrouwen de overheid echter verzoeken om hun eigen geboortenaam te mogen blijven gebruiken.
Met de invoering van het nieuwe naamrecht op 1 januari 1998 werd het ook voor een man mogelijk de geboortenaam van zijn echtgenoot of echtgenote achter de zijne te plaatsen. Zo is het in 2018 in Nederland toegestaan dat beide partners de achternaam van hun nieuwe partner dragen of een combinatie van beide geboortenamen in willekeurige volgorde met een streepje (-) ertussen gebruiken. Op sommige documenten (bijvoorbeeld paspoort, proces-verbaal) kan een achternaam – op verzoek van de desbetreffende persoon – uitgebreid worden met de vermelding 'e.v.'; in de betekenis van 'echtgenote of echtgenoot van'. Bij het aangaan van een huwelijk ontvangen de toekomstige echtgenoten formulieren waarop zij hun naamkeuze kunnen aangeven.
Na tussenkomst van de Nationale ombudsman werd in 2010 besloten om in officiële documenten van het ministerie van Buitenlandse Zaken de term 'meisjesnaam' te vervangen door 'geboortenaam'. De ombudsman raadde ook aan om dit eveneens in documenten van de andere overheidsministeries aan te passen.

### Voorbeeld
Wanneer Laura Smit en Henk Mulder trouwen, behouden zij beiden formeel hun eigen geboortenaam. In het dagelijks leven kan Laura Smit zich Laura Smit, Laura Mulder, Laura Mulder-Smit of Laura Smit-Mulder noemen. Henk kan zich op eenzelfde wijze Henk Mulder, Henk Smit, Henk Mulder-Smit of Henk Smit-Mulder noemen. Op sommige documenten kunnen zij kiezen voor respectievelijk 'Laura Smit e.v. Mulder' ("echtgenote van Mulder") of 'Henk Mulder e.v. Smit' ("echtgenoot van Smit").

## Situatie in België
De Belgische situatie is dat de familienaam niet verandert na een huwelijk. Dit is gebaseerd op 'het principe van de onveranderbaarheid van de naam': men mag geen andere naam gebruiken dan die in de geboorteakte. Maar het is niet verboden om in de dagelijkse omgang de achternaam van de partner te gebruiken.